# Webalizer
Webalizer — анализатор журналов веб-сервера, позволяет получить HTML-страницы со статистикой о работе веб-сайта. Создан Братфордом Барретом в 1997 году, распространяется под лицензией GPL. Среди собираемых данных — количество запросов, посещений, ссылающиеся страницы, страны посетителей, количество подгруженных данных и другая информация.